# Andreas Kalbitz
Andreas Edwin Kalbitz (født 17. november 1972 i München) er en tysk handelsuddannet forlægger og politiker (AfD). Kalbitz blev medlem af Brandenburgs landdag efter valget i Brandenburg i 2014. I 2017 valgt han til leder af AfD i Brandenburg. og af AfDs fraktion i landdagen.
Kalbitz indrømmede i august 2019, at han i 2007 deltog i en højreradikal demonstration i Athen i 2007. Kalbitz hævdede, at han tilfældigt var i Athen, og at han i øvrigt ikke fandt demonstrationen særlig interessant. Han er af det tyske Verfassungsschutz erklæret for højreekstrem.